# Tragedie în trei acte
Tragedie în trei acte este un roman polițist scris de scriitoarea britanică Agatha Christie în anul 1935.

## Denumirile din alte limbi
- Engleză: Three Act Tragedy (Tragedie în trei acte)
- Olandeză: Drama in drie bedrijven (Tragedie în trei acte)
- Franceză: Drame en trois actes (Tragedie în trei acte)
- Germană: Nikotin (Nicotină)
- Ungurește:Hercule Poirot téved? (Greșește Hercule Poirot?), sau Tragédia három felvonásban (Tragedie în trei acte)
- Italiană: Tragedia in tre atti (Tragedie în trei acte)
- Rusă: Драма в трёх актах (=Drama v tryokh aktakh, Dramă în trei acte), sau Трагедия в трёх актах (=Tragediya v tryokh aktakh, Tragedie în trei acte)
- Spaniolă: Tragedia en tres Actos (Tragedie în trei acte)
- Suedeză: Tragedi i tre akter (Tragedie în trei acte)